# Hjemrejse 1933
|  | Denne artikel er oprettet af botten Steenthbot ud fra en ekstern database. Den kan derfor have sproglige fejl eller mangler. Denne skabelon kan fjernes efter kontrol af indholdet. |

Hjemrejse 1933 er en dansk dokumentarisk optagelse fra 1933.

## Handling
En grønlandsfarer er på vej hjem til Danmark. Skibet passerer et fuglefjeld. Småhvaler springer ved forstavnen. Et motorskib passeres i stærk storm. Indsejlingen til Øresund med Kronborg i det fjerne. En grønlandsk pige i nationaldragt ser mod slottet. Til sidst optagelser af Københavns profil i solskin.